# District de Puolivälinkangas
Le district de Puolivälinkangas (en finnois : Puolivälinkankaan suuralue) est un district  de la ville d'Oulu en Finlande. 

## Description
Le district a 7 403 habitants (1.1.2013)
 
et 2 512 emplois (31.12.2009)
.
Le district est desservi par la route nationale 4.

## Galerie

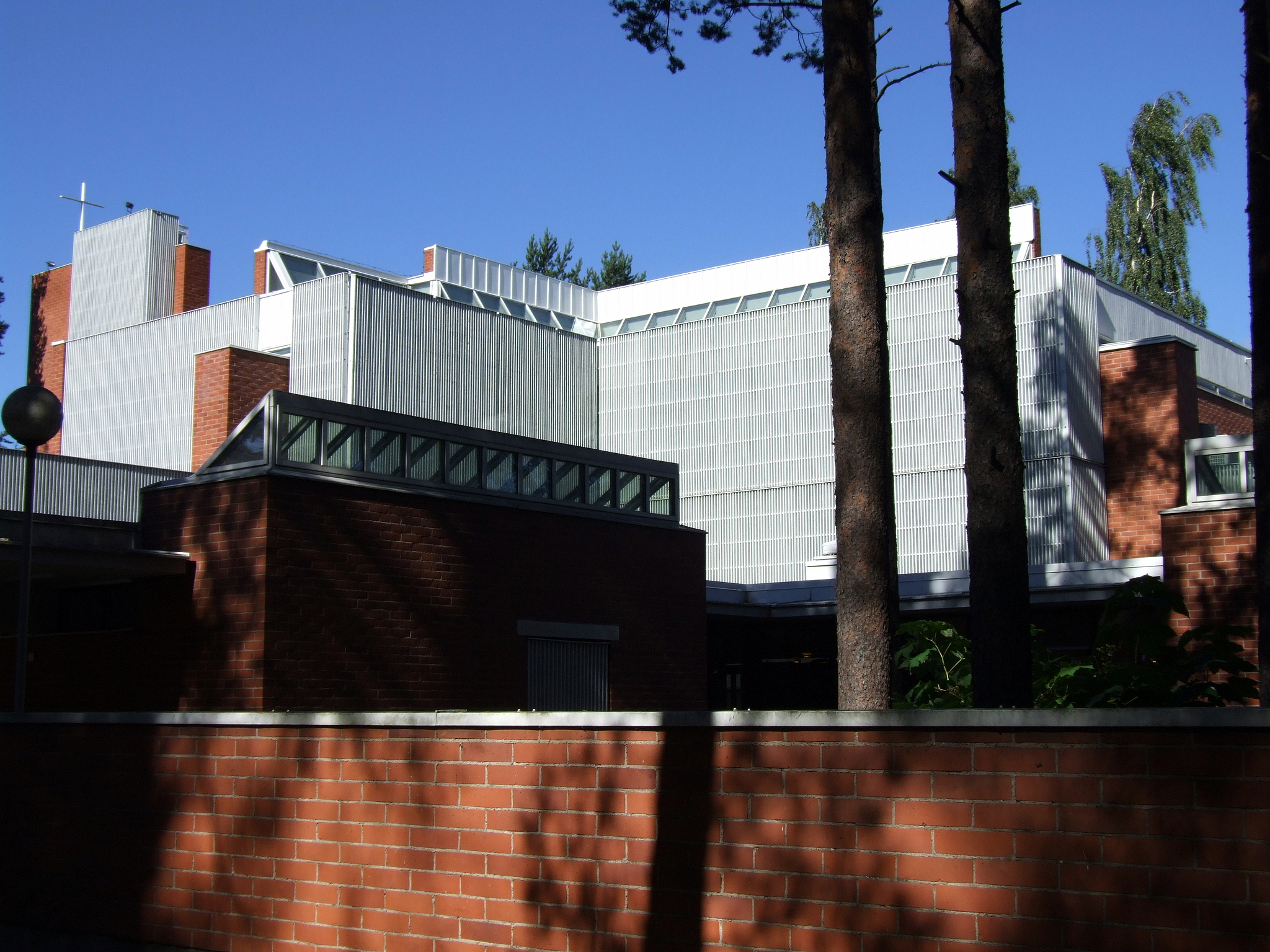
Église Saint-Thomas de Puolivälinkangas.
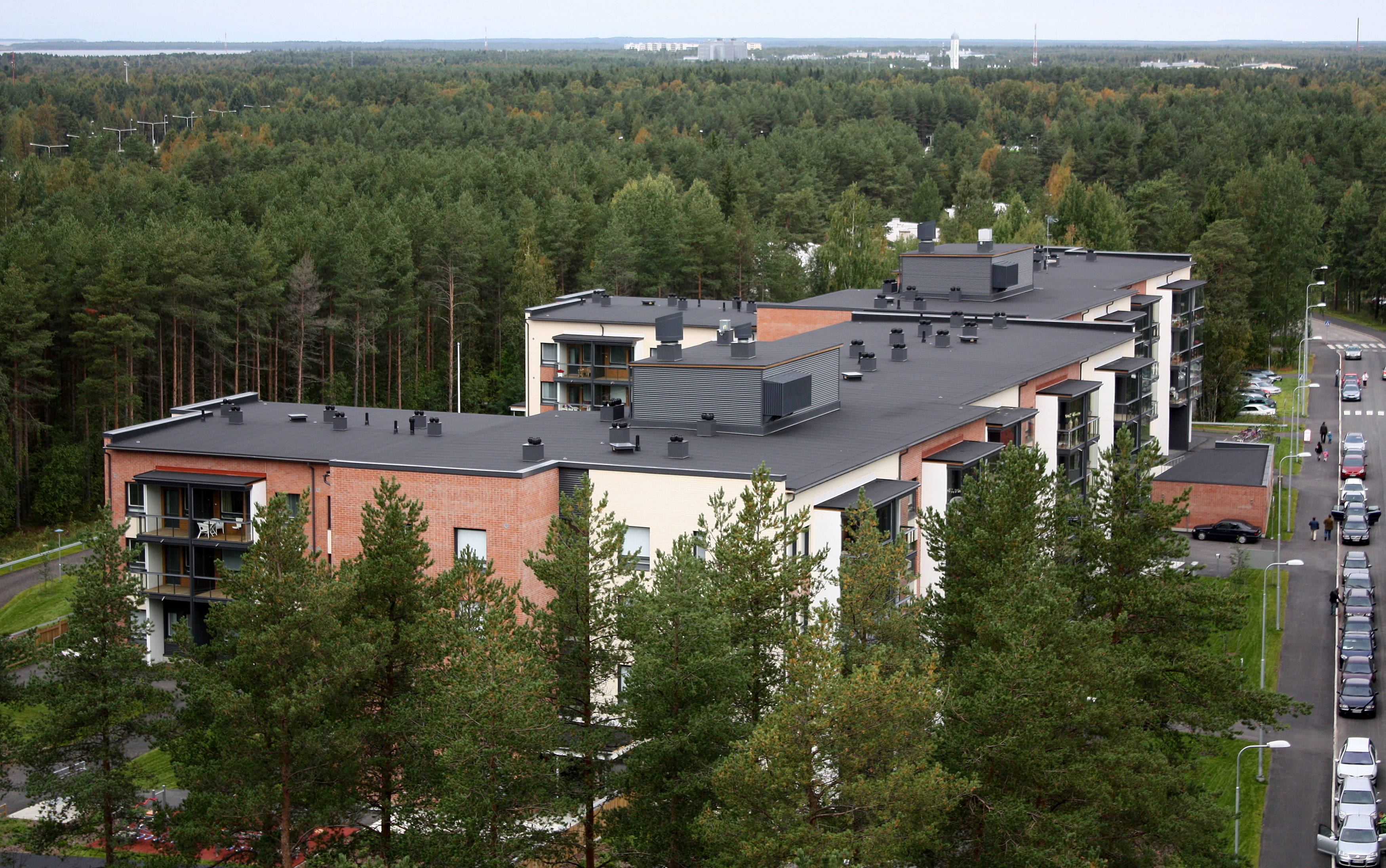
La rue Mielikintie.
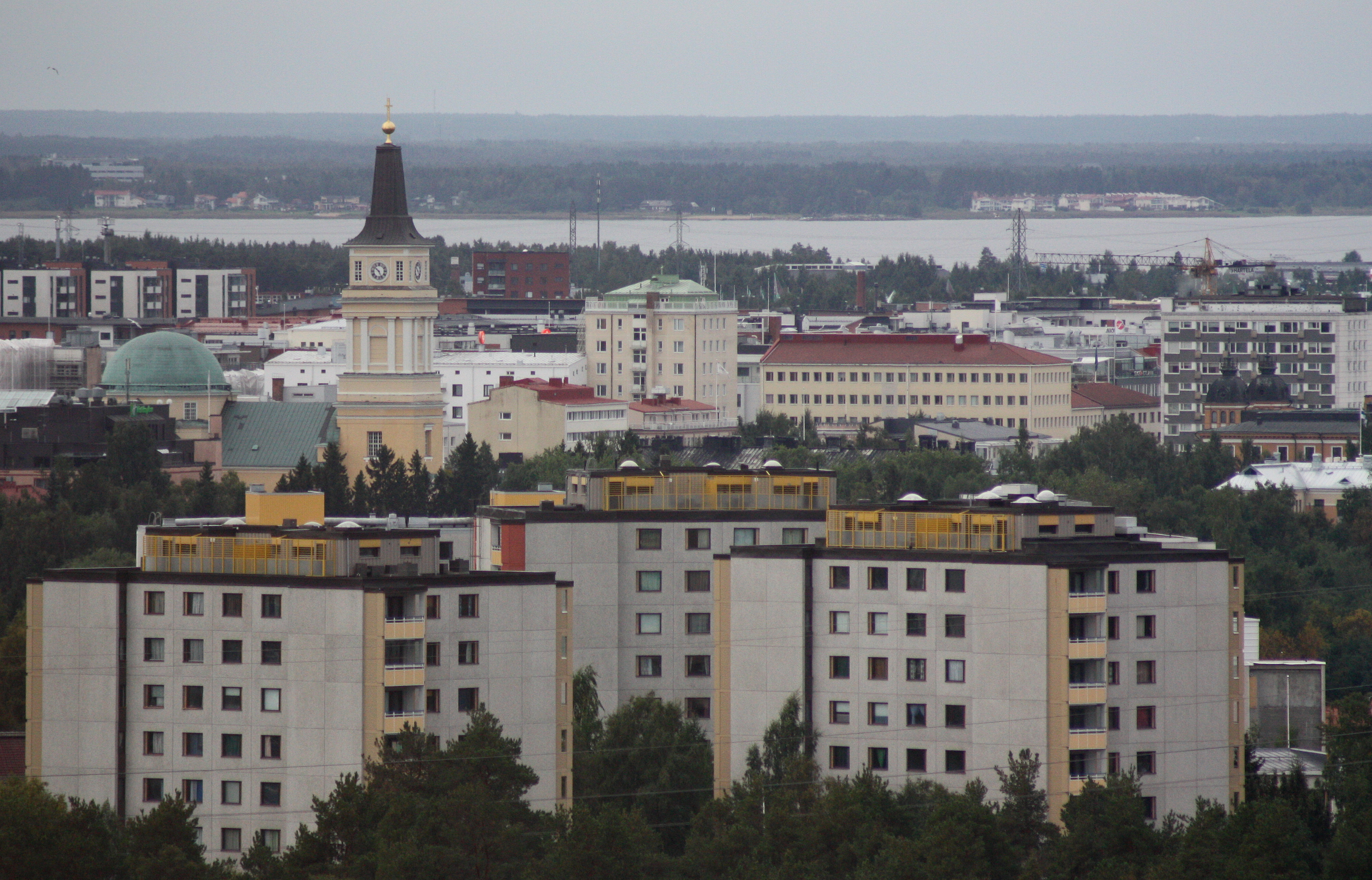
Oulu vu du château d'eau de Puolivalinkangas.